# Mattaangasut
Mattaangasut (nach alter Schreibweise Mátângassut; „die mit nacktem Oberkörper“) ist eine grönländische Insel im Distrikt Upernavik in der Avannaata Kommunia.

## Geografie
Mattaangasut befindet sich nordwestlich der Insel Nutaarmiut und westlich der Insel Qallunaat. Die stark zerklüftete Insel hat mehrere Nebeninseln: Uigorliarsuk im Westen und Qeqertarsuaq im Osten. Im Norden der Insel befindet sich der von Osten her einschneidende etwa einen Kilometer lange schmale Fjord Mattaangasup Iterlaa.